# Cychrus hemphili
Cychrus hemphili är en skalbaggsart som beskrevs av Horn. Cychrus hemphili ingår i släktet Cychrus och familjen jordlöpare. Inga underarter finns listade i Catalogue of Life.